# Jon Lovitz
Jonathan M. "Jon" Lovitz (Los Angeles, Califòrnia, 21 de juliol de 1957) és un actor, còmic i cantant estatunidenc.

## Biografia
Lovitz va néixer a Los Angeles, Califòrnia. El seu pare era un internista a Encino, Califòrnia. Va anar a la universitat Harvard-Westlake School i va estudiar teatre a la Universitat de Califòrnia a Irvine, de la qual es va graduar el 1979. Posteriorment, Lovitz va estudiar actuació amb Tony Barr en la Film Actors Workshop. Va ser membre de la companyia de comèdia The Groundlings, on va travar amistat amb Phil Hartman. Els seus avis paterns eren jueus immigrants de Romania, els qui es van establir en Jacksonville, Florida. Mentre la seva àvia materna era una jueva immigrant hongaresa.

## Carrera

### Saturday Night Live
Lovitz va ser membre de l'equip de Saturday Night Live des de 1985 fins a 1990. Més tard, va dir en una entrevista per al llibre Live From New York: An Uncensored History of Saturday Night Live que el temps en el qual havia treballat al programa havia estat el més memorable de la seva carrera. Va passar de no tenir diners a un contracte de 500.000 dòlars, i a més, va ser nominat per a un premi Emmy durant els seus primers dos anys en Saturday Night Live. Un dels seus personatges més notables va ser Tommy Flanagan, "el Mentider Patològic", que va crear la frase "Yeah! That's the tiquet!" Uns altres dels seus personatges van incloure a Master Thespian, Mephistopheles, Hanukkah Harry i Michael Dukakis.

### Veu
Lovitz va fer les veus de molts personatges en sèries animades de televisió i del cinema. En la sèrie The Critic, va fer la veu del personatge de Jay Sherman. En Els Simpson, va fer les veus de l'ex-promès de Marge Artie Ziff, del director d'obres teatrals Llewellyn Sinclair (i de la seva germana, que té una guarderia) en l'episodi "A Streetcar Named Marge", de la quarta temporada. Jay Sherman de The Critic va aparèixer en l'episodi "A Star is Burns", de la sisena temporada, i el Paparazzi Enrico Irritazio en "Homerazzi", de la divuitena temporada del programa. També va fer les veus del Professor Lombardo i de Aristotle Amadopolous.

### Aparicions en cinema i televisió
A la fi dels 90, Lovitz va ser "l'home que va escriure les Pàgines Grogues", en una sèrie de comercials i publicitats gràfiques per a la Indústria Americana de les Pàgines Grogues. També ha aparegut en la pel·lícula Matilda, com l'home que guanya el milió de dòlars.
Lovitz va aparèixer també en la pel·lícula The Wedding Singer, en la qual representa al rival d'Adam Sandler, i ha tingut un paper menor en una altra pel·lícula del mateix actor: Little Nicky. A més, va ser un dels personatges de "Mr. Destiny", al costat de James Belushi.
Lovitz va aparèixer dues vegades en episodis de Friends. La seva primera aparició va ser en l'episodi "The One with the Stoned Guy", de la primera temporada, en el qual va representar a l'amo d'un restaurant, el qual entrevista a Monica Geller per a un treball. Anys després va tenir un altre paper, en aquesta ocasió en l'episodi "The One with the Blind Datis" de la novena temporada, on es revela que havia perdut el seu restaurant per un problema amb les drogues.
Un altre dels seus papers va ser en Seinfeld, on va personificar a Gary Fogel, un home que fingeix patir càncer, i mor en un accident automobilístic.
El 1991, Lovitz va aparèixer en un episodi de la setena temporada de Married with Children titulat "Kelly Does Hollywood part 2", com el sòrdid productor de Hollywood Mr. Littlehead.
El 1998, Lovitz va personificar a un home dramàtic, quan va realitzar un paper petit però central en la pel·lícula de Todd Solondz Happiness. El seu personatge era un home depressiu, qui ataca a la seva promesa pels pensaments d'ella cap a ell.
Lovitz va ser l'estrella convidada en dues ocasions en Newsradio, com a personatges separats, abans de convertir-se en part de l'elenc en l'última temporada del programa.
A més, Lovitz va aparèixer en Two and a Half Men, el 2006, com un compositor anomenat Archie.

### Broadway
Lovitz va treballar a Broadway, en el Music Box Theatre, en l'obra The Dinner Party, de Neil Simon, on va representar a Henry Winkler. A més, va cantar en el Carnegie Hall tres vegades, i va entonar l'Himne Nacional dels Estats Units en el Dodger Stadium en un partit de tennis pertanyent al Open dels Estats Units de tennis.
El 10 d'octubre de 2001, Lovitz va cantar en un duo (al costat de Robbie Williams) la cançó "Well, Did You Evah", en el Royal Albert Hall, en el Regne Unit. L'enregistrament pot escoltar-se en l'àlbum Swing When You're Winning.

### Comèdia en viu
El 2005, Lovitz va treballar en la comèdia en viu per primera vegada en la seva carrera. També va aparèixer en la pel·lícula The Producers, com l'estricte president de la signatura comptable, Mr. Marx. El 2006, es va convertir en el portaveu d'una campanya publicitària per a la cadena de restaurants Subway.

### The Jon Lovitz Comedy Club
El 8 de novembre de 2007, Jon Lovitz va inaugurar el seu nou club de comèdia, "The Jon Lovitz Comedy Club en Aubergine" en el districte Downtown Gaslamp a San Diego, Califòrnia. Actualment compta amb la presentació d'un espectacle cada nit de dijous, divendres i dissabte. Fins al moment, els comediants més importants dels Estats Units han realitzat presentacions en el club, com David Spade, Ralphie May, Carlos Mencia, Dana Carvey, Jo Koy, Eric Shwartz, Craig Shoemaker, Russell Peters, Kevin Nealon, Dennis Miller, etc.

### Conflicte amb Andy Dick
Lovitz ha culpat a l'actor i comediant Andy Dick per haver provocat que l'esposa de Phil Hartman, Brynn, tornés a consumir cocaïna (després de deu anys d'abstinència) només cinc mesos abans d'assassinar al seu marit i suïcidar-se. L'11 de juliol de 2007, Dick va tenir una baralla amb Lovitz en el club Laugh Factory. L'amo del club, Jamie Masada, va declarar que Lovitz va prendre a Dick pel cap i el va colpejar dins del bar. Dick, anteriorment, li havia dit a Lovitz que ell havia estat "la perdició de Phil Hartman" i que seria el proper a morir. Lovitz va dir en Page Six, que "Tots els comediants estan orgullosos pel que vaig fer, ja que aquest home és un estúpid".
Dick va negar la història de Lovitz el 25 de juliol de 2007, en Tom Green Live, dient que Masada no havia presenciat l'accident, i que en efecte no ho coneixia. Dick va dir a més que l'enfrontament havia tingut lloc en el vestíbul del club, i que el màxim que havia fet Lovitz era que l'havia empès contra una paret. Lovitz va confirmar aquesta versió al programa de Larry King, afegint que havia llançat al seu contrincant contra una taula.

## Filmografia
| Any  | Pel·lícula                                                        | Paper                         | Notes        |
| ---- | ----------------------------------------------------------------- | ----------------------------- | ------------ |
| 1986 | Hamburger... The Motion Picture                                   | Guarda de seguretat           |              |
| 1986 | Last Resort                                                       | Cambrer                       |              |
| 1986 | Jumpin' Jack Flash                                                | Doug                          |              |
| 1986 | Ratboy                                                            | Convidat a la festa           |              |
| 1986 | Els Tres Amigos (Three Amigos)                                    | Morty                         |              |
| 1987 | The Brave Little Toaster                                          | Radio                         | Veu          |
| 1988 | Big                                                               | Scotty Brennen                |              |
| 1988 | La meva noia és una extraterrestre (My Stepmother Is an Alien)    | Ron Mills                     |              |
| 1990 | Mr. Destiny                                                       | Clip Metzler                  |              |
| 1991 | An American Tail: Fievel Goes West                                | Chula                         | Veu          |
| 1992 | The Buzz                                                          | Desconegut                    |              |
| 1992 | Elles donen el cop (A League of Their Own)                        | Ernie Capadino                |              |
| 1992 | Mom and Dad Save the World                                        | Emperor Tod Spengo            |              |
| 1993 | Amb l'arma a punt (Loaded Weapon 1)                               | Becker                        |              |
| 1993 | Coneheads                                                         | Dr. Rudolph                   | Cancel·lada  |
| 1994 | El tresor de Curly (City Slickers II: The Legend of Curly's Gold) | Glen Robbins                  |              |
| 1994 | Un noi anomenat Nord (North)                                      | Arthur Belt                   |              |
| 1994 | Trapped in Paradise                                               | Dave Firpo                    |              |
| 1996 | For Goodness Sake II                                              | Desconegut                    |              |
| 1996 | The Great White Hype                                              | Sol                           |              |
| 1996 | Matilda                                                           | Million $ Sticky Host         |              |
| 1996 | High School High                                                  | Richard Clark                 |              |
| 1998 | El noi ideal (The Wedding Singer)                                 | Jimmie Moore                  |              |
| 1998 | Happiness                                                         | Andy Kornbluth                |              |
| 1999 | Lost & Found                                                      | Oncle Harry                   |              |
| 2000 | Lladres d'estar per casa (Small Time Crooks)                      | Benny                         |              |
| 2000 | Little Nicky                                                      | Peeper                        |              |
| 2000 | Sand                                                              | Kirby                         |              |
| 2001 | Els reis del crim (3000 Miles to Graceland)                       | Jay Peterson                  |              |
| 2001 | Com gats i gossos (Cats & Dogs)                                   | Calico                        | Veu          |
| 2001 | Rates a correcuita (Rat Race)                                     | Randall 'Randy' Pear          |              |
| 2001 | Consellera matrimonial (Good Advice)                              | Barry Sherman                 |              |
| 2002 | Eight Crazy Nights                                                | Tom Baltezor                  | Veu          |
| 2003 | Dickie Roberts: Former Child Star                                 | Sidney Wernick                |              |
| 2004 | Les dones perfectes (The Stepford Wives)                          | Dave Markowitz                |              |
| 2005 | Bailey's Billion$                                                 | Bailey                        |              |
| 2005 | Pancho's Pizza                                                    | Desconegut                    | Curtmetratge |
| 2005 | Els productors (The Producers)                                    | Mr. Marks                     |              |
| 2006 | Farce of the Penguins                                             | "My eyes are up here" Penguin | Veu          |
| 2006 | The Benchwarmers                                                  | Mel                           |              |
| 2006 | Southland Tales                                                   | Bart Bookman                  |              |
| 2007 | El nòvio de la meva mare (I Could Never Be Your Woman)            | Rob                           |              |
| 2010 | Casino Jack                                                       | Adam Kidan                    |              |
| 2013 | Bula Quo!                                                         | Wilson                        |              |
| 2013 | Nens grans 2 (Grown Ups 2)                                        | conserge                      |              |
| 2015 | Hotel Transsilvània 2                                             | El fantasma de l'Opera        | Veu          |
| 2015 | The Ridiculous 6                                                  | Ezekiel Grant                 |              |
| 2016 | Mother's Day                                                      | Wally Burn                    |              |
| 2017 | Sandy Wexler                                                      |                               |              |
| 2017 | Killing Hasselhoff                                                | Barry                         |              |
| 2021 | Extinct                                                           | Conch                         | Veu          |